# 切比雪夫擬譜法
切比雪夫擬譜法（Chebyshev pseudospectral method）是以切比雪夫多项式為基礎的最优控制方法，是Michael Ross所創的擬譜最佳控制理論中的一部份。切比雪夫擬譜法和勒壤得擬譜法不同，無法立刻提供高精度的積分解。因此有二種從切比雪夫擬譜法衍生的技術，一個是Elnagar等人所提出的，另一個則是Fahroo和Ross所提出的。這兩種方式的差異是其求積的技術。現今Ross–Fahroo擬譜法較常使用，因為Clenshaw–Curtis求積比較容易實現，比Elnagar–Kazemi的欄元平均法（cell-averaging method）要容易。Trefethen在2008年證明Clenshaw–Curtis求積法幾乎和高斯求积一樣的準確
。這個突破性的結果開啟了針對切比雪夫擬譜法的伴隨向量映射原理研究。有關切比雪夫擬譜法的完整數學原理已在2009年由Gong、Ross及Fahroo所提出。

## 其他切比雪夫方法
切比雪夫擬譜法常會和其他用到切比雪夫多項式的方式混淆。在切比雪夫擬譜法問世之前，已有許多學者提出利用切比雪夫多项式來求解最优控制問題的方法，不過這些方法都不屬於擬譜最佳控制。